# Emil Grigorjevics Gilelsz
Emil Grigorjevics Gilelsz (oroszul: Эми́ль Григо́рьевич Ги́лельс; ukránul: Емі́ль Григо́рович Гі́лельс; Odessza, Ukrajna, 1916. október 19. – Moszkva, 1985. október 14.) ukrán származású szovjet klasszikus zongoraművész, Szvjatoszlav Richter mellett a legismertebb szovjet zongorista. Elismerést aratott kiváló játéktechnikájával, fegyelmezett előadásmódjával, gazdag és csiszolt tónusával. Széles körben elfogadott vélemény szerint a 20. század egyik legnagyobb zongoraművésze.

## Életpályája
Gilelsz litvániai zsidók gyermekeként látta meg a napvilágot Odesszában. Apja tisztviselőként dolgozott a cukorgyárban, anyja háztartásbeli volt. Habár a szülei nem voltak zenészek, a zene aktív része volt a család életének. Az abszolút hallással rendelkező fiú 6 évesen kezdte meg tanulmányait a szigorú és tanítványaitól is fegyelmet követelő Jakov Tkacsnál. Tehetségének és rendkívüli emlékezőképességének köszönhetően gyorsan és könnyen tanult, néhány hónap múlva már el tudta játszani Clementi és Mozart szonatináit(en). Első fellépése 9 éves korában került sor, első koncertjét pedig 13 évesen adta 1929 májusában.
Zongoratanulmányait Odesszában Berta Reingbaldnál folytatta, aki ekkortájt nemcsak mint nagyon művelt ember, hanem kiváló zongoratanár hírében is állt. Reingbald jól tudta kezelni a felcseperedő Gilelsz kamaszkori érzéseit, megosztotta vele érdeklődési körét, szabadidejét; bevezette az odesszai zenei vérkeringésbe. Odesszai konzervatóriumi évei alatt találkozott az itt koncertkörúton lévő Arthur Rubinsteinnel is, aki nagyra becsülte és akivel életük végéig barátok maradtak. Reingbald egyik legnagyobb érdeme volt, hogy Gilelsz részt vehetett az első össz-szovjet versenyen 1933-ban, ahol szenzációt aratott játékával és megnyerte a versenyt. A versenyen aratott siker megváltoztatta az életét, hamarosan egy koncertkorúton vett részt a Szovjetunióban.
Az Odesszai konzervatóriumot 1935-ben végezte el, tanulmányait Heinrich Neuhausnál(en) folytatta – akinek növendéke volt Szvjatoszlav Richter is –, és akivel Reingbald már az első össz-szovjet verseny előtt megismertette. Neuhauszal való viszonya nem volt a legjobb, Neuhaus főleg mint virtuóz zongoristaként kezelte Gilelszt, szenvedélyes játéka ellentétben állt Neuhaus nyugatias kifinomult modorával, egyszerű és tiszta interpretációit pedig a zene meg nem értésének gondolta. Ugyanakkor voltak, akik már ekkor felismerték játékának nagyszerűségét: 1936-ban Gilelsz volt a szólista Beethoven 3. zongoraversenyén (Op. 37), melyet a híres karmester Otto Klemperer vezényelt.
1936-ban vesz részt az első nemzetközi versenyén, a Nemzetközi Bécsi Zeneakadémia versenyen, ahol második helyével is nagy elismerésre tesz szert.
1938-ban fejezi be felsőbb zenei tanulmányait a Moszkvai Konzervatóriumban(en), ahol mint tanár tevékenykedik tovább egészen 1976-ig (1952-től professzori minőségben).
Gilelsz 1938-ban elsőként nyerte meg a brüsszeli Erzsébet Királyné Díjat(en). A második világháború alatt is tanított, koncertezett a frontvonalban és a hátországban, kórházakban. 1943-ban a blokád alatt szenvedő Leningrádban lépett fel.
1947-ben a szovjet vezetés az elsők között engedélyezte számára a külföldi koncertezést. 1955-ben Amerikába is elutazhatott, ahol hivatalos engedéllyel előtte utoljára – még a harmincas években – Szergej Prokofjev turnézhatott. Az Ormándy Jenő vezényelte philadelphiai filharmonikusokkal Csajkovszkij 1. és Rahmanyinov 3. zongoraversenyét adta elő, majd szólóestjével kápráztatta el a Carnegie Hall közönségét. Az évtized végén szenvedélyes játéka a brit közönséget is elvarázsolta. A hatvanas–hetvenes években az egyik legkeresettebb szovjet zenész volt, egy évből majdnem kilenc hónapot turnézott.
Magyarországon is többször vendégszerepelt, először 1946-ban, utoljára 1980-ban, a Liszt Ferenc Zeneművészeti Egyetem (Zeneakadémia) tiszteletbeli tanára volt.
Élete során munkásságát a legnagyobb szovjet kitüntetésekkel ismerték el, kitüntették Sztálin-díjjal(en), két alkalommal a Lenin-rendet, a Lenin-díjat és a Szovjetunió népművésze címet is megkapta. Külföldi díjai közül kiemelendő a párizsi Arany Medál-díj és Belga Lipót-rend. Tiszteletbeli tagja volt többek közt a római Szent Cecília Nemzeti Akadémiának, a londoni Royal Academy of Music-nak és a budapesti Liszt Ferenc Zeneművészeti Egyetemnek. 1958 és 1970 között ő volt az elnöke a négyévente megrendezett Csajkovszkij-zongoraverseny zsűrijének. Néhány éve bekerült a Gramophone Hírességek Csarnokába, emlékére szülővárosában, Odesszában rendszeresen nemzetközi zongoraversenyt rendeznek.
Utolsó fellépése 1985 szeptemberében Helsinkiben volt. 1985. október 14-én 68 évesen egy orvosi kivizsgálás után érte a halál Moszkvában. Egykori barátja, Szvjatoszlav Richter szerint Gilelsz a hibás orvosi kivizsgálás következtében hunyt el. Richter ezen meggyőződése sohasem lett alátámasztva.

## Művészete
A 20. század egyik legnagyobb zongoravirtuózának tartott Gilelsz játékában a technikai tökéletesség érzelemgazdagsággal párosult. Interpretációiban sikerült egyensúlyt tartania a virtuozitás és az intellektualizmus között. Ha zenemű megkívánta, erő és robbanékonyság, ha kellett, líraiság és visszafogottság áradt játékából.
Rendkívül széles repertoárja a barokktól, Bachtól és Scarlattitól a klasszikusokon és romantikusokon át a 20. századi kortárs zenéig, Debussyn keresztül Prokofjevig és Bartókig terjedt. Ugyanakkor repertoárjának magját inkább a klasszikus zeneszerzők (Beethoven, Brahms, Schumann és Liszt Ferenc) művei alkották. Idősebb korábban – Szvjatoszlav Richterrel ellentétben – inkább klasszikus zeneszerzők műveit játszotta.
Nemcsak szólistaként, hanem kamarazenészként is kiváló volt, a háborút követő években gyakran játszott húgával, aki hegedült, s zongoratriót is alapított Leonyid Kogan hegedűssel (húga férjével) és Msztyiszlav Rosztropovics gordonkással.
Habár nagyon népszerű és keresett koncertzongorista volt, jelentős stúdiólemezek is köthetők nevéhez. Nagy elismerést aratott Liszt Ferenc 6. Magyar Rapszódia felvételével, Beethoven zongoraszonátáinak jelentős hányadát rögzítette a Deutsche Grammophon(en)-nál és Prokofjev több zongoraművét ő mutatta be a közönségnek. Prokofjev Gilelsz által eljátszott 3. zongoraszonátájáról Szvjatoszlav Richter - aki köztudottan Prokofjev egyik legjobb tolmácsolója hírében állt -, a következőket mondta: „Amit (...) [Prokofjevnek] a Harmadik szonátájával művelt, az annyira csodálatos volt, hogy én magam lemondtam arról, hogy előadjam. Borzasztóan szeretem ezt a szonátát, de Gilelszt hallva úgy éreztem, hogy semmit sem tudnék hozzátenni...”.

### Jelentősebb hangfelvételei[2]
- 1935 – Liszt: Fantázia Mozart Figaro lakodalma című operájának két témájára(en).
- 1951 – Liszt: 9. Magyar Rapszódia.
- 1954 – Saint-Saëns: 2., g-moll zongoraverseny, Op. 22. (karmester: Cluytens(en))*  Hallgasd meg.
- 1954 – Medtner(en): 5., g-moll zongoraszonáta, Op. 22.  Hallgasd meg.
- 1955 – Csajkovszkij: 1., b-moll zongoraverseny (karmester: Reiner Frigyes)  Hallgasd meg.
- 1955 – Rachmaninov: 3., d-moll zongoraverseny, Op. 30. (karmester: Cluytens(en))  Hallgasd meg.
- 1957 – Beethoven: 4., g-moll zongoraverseny, Op.58. (karmester: Ludwig)  Hallgasd meg.
- 1957 – Szkrjabin: 4., F-dúr zongoraszonáta, Op. 30.*
- 1957 – Weinberg(en): 4., b-moll zongoraszonáta Op. 56.
- 1968 – Beethoven: 1-5 zongoraversenyei; szóló zongoradarabok (Beethoven) (Cleveland Orchestra, karmester: Széll György)  Hallgasd meg.
- 1958 – Brahms: 2., B-dúr zongoraverseny, Op. 83. (karmester: Reiner Frigyes)  Hallgasd meg.
- 1961 – Siloti(en): b-moll prelúdium (átirat J. S. Bach e-moll prelúdiumából, BWV 855a)  (Moszkva)*.
- 1968 – Medtner(en): 10., a-moll zongoraszonáta, Op. 38. (Moszkva)*  Hallgasd meg.
- 1968 – Liszt: Spanyol rapszódia, S.254. (Leningrád)*.
- 1971 – Brahms: 2., B-dúr zongoraverseny, Op. 83. (karmester: Mario Rossi, Köln)*.
- 1972 – Csajkovszkij: 2., G-dúr zongoraverseny, Op. 44. (karmester: Maazel)  Hallgasd meg.
- 1972 – Brahms: 1., d-moll zongoraverseny, Op. 15 és 2., B-dúr zongoraverseny, Op. 83. (karmester: Jochum)  Hallgasd meg.
- 1973 – Beethoven: 23., f-moll zongoraszonáta „Appassionata”, Op. 57.  Hallgasd meg.
- 1973 – Debussy: Images, 1. sorozat.*
- 1973 – Mozart: 27., B-dúr zongoraverseny, K595. (karmester: Boehm).
- 1974 – Grieg: Lírai darabok  Hallgasd meg.
- 1974 – Prokofjev: 3., a-moll zongoraszonáta, Op. 28. (Köln)*.
- 1974 – Prokofjev: 8., B-dúr zongoraszonáta, Op. 84.  Hallgasd meg.
- 1976 – Schubert: A-dúr zongoraötös (Trout Quintet), Op. 114 (D667) Archiválva 2017. február 2-i dátummal a Wayback Machine-ben (Amadeus vonósnégyes(en) közreműködésével).
- 1977 – Rachmaninov: cisz-moll prelűd (No. 2.), Op. 3. (Moszkva)*  Hallgasd meg.
- 1978 – Chopin: 3., b-moll zongoraszonáta, Op. 58.
- 1979 – Csajkovszkij: 1., b-moll zongoraverseny (New York)*.
- 1982 – Beethoven: 29., B-dúr zongoraszonáta „Hammerklavier”, Op. 106. (Berlin).
- 1984 – Beethoven: 29., B-dúr zongoraszonáta „Hammerklavier”, Op. 106. (Moszkva)*  Hallgasd meg.
- 1984 – Szkrjabin: 3., fisz-moll zongoraszonáta, Op. 23.(Moszkva)*.
- 1984 – Schumann: Szimfonikus etűdök, Op. 13. (Japán)*.

* élő.

## Fordítás
- Ez a szócikk részben vagy egészben  az   Emil Gilels című angol Wikipédia-szócikk fordításán alapul.  Az eredeti cikk szerkesztőit annak laptörténete sorolja fel. Ez a jelzés csupán a megfogalmazás eredetét és a szerzői jogokat jelzi, nem szolgál a cikkben szereplő információk forrásmegjelöléseként.